# Gin tonic (album)
Albums de Françoise Hardy
‘‘Musique saoule’’
(1978) À suivre...
(1981)
Gin tonic, est le dix-huitième album, édité en France et à l'étranger, de la chanteuse Françoise Hardy. L’édition originale est parue en France, en automne 1980.

## Édition originale de l’album
France, automne 1980 : microsillon 33 tours/30cm., Gin tonic, Pathé Marconi/EMI (2 C 070-14869 | PM 261).

### Crédits
- Pochette : Photographies réalisées par F. Cantor (recto) et Alain Longeau (verso)[1].
- Producteur délégué et réalisateur pour Pathé/EMI : Gabriel Yared.
- Prise de son et mixages : Claude Sahakian.
- Assistant : Claude Marignac.
- Direction musicale : Gabriel Yared.
- Orchestration : Gabriel Yared, excepté Jazzy retro Satanas, orchestré par Yvan Jullien.

### Liste des chansons
Les 11 chansons qui composent cet album ont été enregistrées en stéréophonie.
| 1. | Jazzy retro Satanas             | Bernard Ilous       | Gabriel Yared       | 2:45 |
| 2. | Branche cassée                  | Jean-Claude Vannier | Jean-Claude Vannier | 3:08 |
| 3. | Âme s'trame drame               | Alain Goldstein     | Alain Goldstein     | 2:30 |
| 4. | Si c'est vraiment vraiment vrai | Michel Jonasz       | Michel Jonasz       | 3:23 |
| 5. | Bosse, bossez, bossa            | Michel Jonasz       | Gabriel Yared       | 3:38 |
| 6. | Gin tonic                       | Françoise Hardy     | Gabriel Yared       | 1:59 |

| 1. | Juke-box              | Michel Jonasz   | Gabriel Yared   | 3:25 |
| 2. | Seule comme une pomme | Alain Goldstein | Alain Goldstein | 2:59 |
| 3. | Chanson ouverte       | Alain Goldstein | Gabriel Yared   | 2:21 |
| 4. | Minuit minuit         | Michel Jonasz   | Gabriel Yared   | 2:50 |
| 5. | Que tu m'enterres     | Michel Jonasz   | Gabriel Yared   | 4:04 |

## Discographie connexe
Abréviations utilisées pour désigner les différents types de supports d'enregistrements :
LP (Long Playing) = Album sur disque 33 tours (vinyle)
K7 (Compact Cassette) = Album sur cassette
CD (Compact Disc) = Album sur disque compact
SP (Single Playing) = Disque 45 tours (vinyle), 2 titres

### Éditions françaises

#### Album paru sur d’autres supports
- Automne 1980 : K7, Gin tonic, Pathé Marconi/EMI (2 C 266-14869 | PM 403).
- 1987 : CD (jewell case), Gin tonic, Pathé Marconi/EMI (1598852 | PM 516).

#### Disques 45 tours (vinyles)
- 1980 : SP, Pathé Marconi/EMI (2C 008-72110).

1. Jazzy retro Satanas (Bernard Ilous / Gabriel Yared).
2. Seule comme une pomme (Alain Goldstein).

- 1980 : SP, Pathé Marconi/EMI (2C 008-72253).

1. Juke-box (Michel Jonasz / Gabriel Yared).
2. Branche cassée (Jean-Claude Vannier).

### Rééditions françaises de l’album
- 1983 : LP, Gin tonic, Pathé Marconi/EMI, coll. « Fame » (1148691).
- 1994 : CD (jewell case), Gin tonic, EMI France (829921 2 | PM 516).

### Éditions étrangères de l’album
- Japon, 1980 : LP, Gin tonic, Epic (25 3P 207).
- Pays-Bas, 1980 : LP, Gin tonic, EMI (1A 066-14869).
- Portugal, 1980 : LP, Gin tonic, EMI (1C 074-14869).
- Japon, 1990 : CD (jewell case), Gin tonic, Epic/Sony (ESCA 5193).